# Kunstmesse
Eine Kunstmesse (engl. Art Fair) ist primär eine Verkaufsveranstaltung für Bildende Kunst und kunstverwandte Objekte. Sie umfasst neben den Kunstgattungen Malerei, Bildhauerei, Grafik, Installation und Neue Medien ebenso Bereiche der Buchkunst, des Kunsthandwerks (Kunstgewerbe), der Fotografie und des Films. Schon seit ihrem Beginn kannten die Kunstmessen Überschneidungen der einzelnen Kunstbereiche.
Aussteller sind Galerien und Verlage. Ihre Teilnahme kann vom Urteil einer von der Messegesellschaft oder einem Beirat berufenen Jury abhängig gemacht werden.
Kunstmessen dienen dem Handel mit Kunst und der Information. Sie finden in regelmäßigen Abständen, meist jährlich, statt. Besuchergruppen dieser Messen sind sowohl Galerien, Sammler, Museen, Verlage als auch Kunstkritiker und diverse Institutionen des Kunstbetriebs.

## Geschichte
In Anlehnung an die erste Weltausstellung im Jahr 1851 im Londoner Hyde Park entwickelte sich langsam die Idee der Kunstmesse als Leistungsschau der Bildenden Künste. In Deutschland erfolgte erstmals 1920 mit der Grassimesse im Grassimuseum Leipzig eine künstlerische Eliteschau des Kunstgewerbes. 1967 fand die erste reine Kunstmesse für Bildende Kunst in Köln statt. Sie entwickelte sich 1975 zur Art Cologne, die bis heute eine der wichtigsten internationalen Messen für Bildende Kunst ist. Seit dieser Zeit gründeten sich auf nationaler und internationaler Ebene zahlreiche Kunstmessen, in Deutschland unter anderem die Art Frankfurt und das Art Forum Berlin, die Art Karlsruhe. Die Schweizer Art Basel gilt derzeit als bedeutendste Kunstmesse der Welt für zeitgenössische Kunst.

## Kunstmessen

### Asien
China
- Shanghai Art Fair
- Art Basel in Hongkong

Dubai
- Art Dubai

Indien
- India Art Fair, Neu-Delhi

Japan
- Art Fair Tokyo

Korea
- Korea International Art Fair (KIAF), Seoul

Türkei
- ci - Contemporary Istanbul

### Australien
- Melbourne Art Fair
- Sidney Contemporary

### Europa
Deutschland
- A&K Kunstmesse Düsseldorf
- Art Berlin Contemporary (ABC)
- Art Berlin – ab 2017. Neu konzipiert aus ABC mit Art Cologne[1]
- Kunstmesse Frauenmuseum Bonn
- Art Cologne, Köln
- Art Düsseldorf, Düsseldorf, Meerbusch
- ART.FAIR, Köln
- Art Forum Berlin
- Art Frankfurt
- Art Karlsruhe
- Cologne Fine Art & Antiques, Köln
- Cologne Paper Art, Köln
- EUNIQUE, Karlsruhe
- Grassimesse, Leipzig
- Kunstmesse Leipzig
- Große Kunstausstellung NRW Düsseldorf
- Kunst und Antiquitäten, München
- Highlights – Internationale Kunstmesse München
- Kunstmesse München
- POSITIONS BERLIN Art Fair, Berlin[2]

Frankreich
- Foire internationale d’art contemporain

Großbritannien
- Frieze Art Fair, London

Italien
- Biennale di Firenze, Florenz, seit 1997

Niederlande
- The European Fine Art Fair (TEFAF), Maastricht

Österreich
- ART&ANTIQUE HOFBURG Vienna
- ART&ANTIQUE Residenz Salzburg
- ART VIENNA
- ART Innsbruck
- Viennafair
- art austria

Schweiz
- Art Basel
- Art International Zürich
- Kunst Zürich, Zürich

Spanien
- ARCOmadrid, Madrid

### Nordamerika
- Frieze, Los Angeles[3]
- The New Yorker Armory Show
- Art Basel in Miami Beach, Florida
- Independent, New York (Dia-Center)
- SOFA Chicago (Sculpture Objects & Functional Art Fair)
- SOFA New York (Sculpture Objects & Functional Art Fair)

### Südamerika
- SP-Arte, Sao Paulo